# Дронов, Иван Семёнович
Иван Семёнович Дронов (16 марта 1921 — 5 декабря 1980) — наводчик орудия 175-го отдельного истребительно-противотанкового дивизиона 194-й стрелковой дивизии 48-й армии 1-го Белорусского фронта, сержант — на момент представления к награждению орденом Славы 1-й степени.

## Биография
Родился 16 марта 1921 года в селе Камбулат ныне Туркменского района Ставропольского края.
В 1940 году был призван в Красную Армию. С августа 1941 года участвовал в боях Великой Отечественной войны, обороне Сталинграда, в сражении на Курской дуге. Особо отличился в боях за освобождение Белоруссии.
4 декабря 1943 года сержант Дронов Иван Семёнович награждён орденом Славы 3-й степени.
9 марта 1944 года награждён орденом Славы 2-й степени.
8-10 августа, при прорыве обороны села Сески Браньский район Брестской области, ныне территория Польши, прямой наводкой уничтожил две пулеметные точки и около двух десятков противников. 10 сентября у деревни Великое Крашево 14 км северо-западнее города Браньск, следуя в боевых порядках пехоты, артиллерийским огнём уничтожил 2 повозки с боеприпасами и группу солдат противника.
Указом Президиума Верховного Совета СССР от 18 ноября 1944 года за мужество и боевое мастерство в ходе наступательных боев в Белоруссии награждён орденом Славы 1-й степени. Стал полным кавалером ордена Славы.
Умер 5 декабря 1980 года.